# شهرستان اوکتیابرسکی (استان خودگردان یهودی)
شهرستان اوکتیابرسکی (به لاتین: Oktyabrsky District) یک شهرستان در روسیه است که در استان خودگردان یهودی واقع شده‌است.